# イーストン＝ベル・スポーツ
イーストン＝ベル・スポーツ (Easton-Bell Sports) は、Bell Sports, Blackburn, Easton, Giro, そしてRiddellのブランドでスポーツ用品と衣類を製造している会社である。親会社はen:Fenway Partnersである。
2004年にフットボールなどのスポーツ用ヘルメット類を製造するリデル・スポーツ社と自転車、オートバイ、自動車競技用のヘルメット類を製造するベル・スポーツ社が合併した。2006年にはさらにイーストン・スポーツ社が合併して、イーストン＝ベル・スポーツが成立した。
2014年、イーストン＝ベル・スポーツは野球・ソフトボール関連部門をバウアー社 (Bauer Hockey) に売却し、社名をBRGスポーツに改めた。2016年1月にはアイスホッケー部門もバウアーに売却した。2016年2月には自転車のヘルメットのブランドであるBellとGiroなどをビスタ・アウトドア社 (Vista Outdoor) に売却した。
なお、バウアー社の親会社であるパフォーマンス・スポーツ・グループは2016年に倒産したが、翌年サガード社とフェアファックス社によってピーク・アチーヴメント・アスレチックス社が設立され、バウアーなどをその部門とした。野球関係部門はイーストン・ダイアモンド・スポーツ社となり、独立性の高い会社として存続することになった。2020年、大手スポーツ用品メーカーのローリングスがイーストン・ダイアモンド・スポーツ社を買収することを発表した。

## イーストン
イーストン・スポーツ (Easton Sports, Inc.) はスポーツ用品の製造・マーケティング・小売りの株式非公開会社であった。本社はカリフォルニア州Van Nuysであった。会社合併後の現在は全世界で1000人以上の従業員を抱え、製造・マーケティング・流通・販売などさまざまな事業を展開している。他にもソルトレイクシティ；スコッツバレー；メキシコおよびカナダに拠点がある。
最初はアーチェリー用品の会社としてはじまり、1939年、最初にアルミニウム製のシャフトを製造した。1964年にアルミニウム製のスキーのストックの製造を開始した。1969年にはアルミニウム製の金属バットの製造を開始した。アルミニウム製のアイスホッケーのスティックは、1981年にナショナルホッケーリーグに公認された。ほかにアルミニウム製のゴルフクラブやドラムスティックも製造した。イーストンの金属バットは有名だったが、1999年にメジャーリーグが木製バット以外の使用を禁止したため、木製バットを製造するようになった。イーストンのドラムスティックであるAHEADは1997年にイーストンから独立した。